# Roberto D'Alessandro (attore)

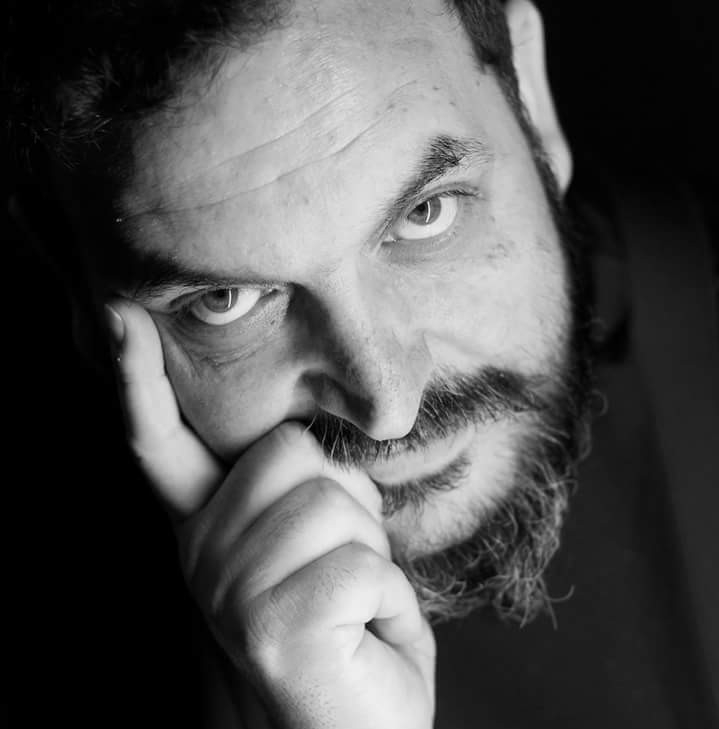
Roberto D'Alessandro

Roberto D'Alessandro (Montalto Uffugo, 9 agosto 1966) è un attore e regista italiano.

## Biografia
Nato e cresciuto a Montalto Uffugo, si diploma in scenografia all'Accademia di Palmi e nel 1991 si trasferisce a Roma, dove vive tuttora, per frequentare il Laboratorio di Esercitazioni Sceniche di Roma diretto da Gigi Proietti, diplomandosi nel 1993.
Nel 1995 è tra i fondatori del gruppo I Picari, distintosi particolarmente nel panorama teatro-cabarettistico romano degli anni novanta.
Parallelamente ai numerosi impegni teatrali come attore e regista, negli anni ha recitato in varie fiction tv di Rai e Mediaset tra le quali Don Matteo, Cuore, Non lasciamoci più 2, Distretto di polizia, Un posto al sole.
Recita sul grande schermo in diversi film, tra cui Heaven, Regina dei fiori, 2061 - Un anno eccezionale e Natale col boss.
Nel 2006 è autore e attore nel programma televisivo Fiori di zucca in onda su Odeon TV.
Dagli anni 2000 inizia a scrivere e a rappresentare diverse commedie teatrali di successo, tra le quali E pensare che eravamo comunisti..., Una casa di pazzi, Bamboccioni e Milano non esiste, quest'ultimo adattamento teatrale dall'omonimo romanzo dello scrittore e poeta calabrese Dante Maffia.
Alla vita e alle opere di Mattia Preti è ispirato Il Cavalier Calabrese - La vita di Mattia Preti raccontata da lui medesimo, suggestiva biografia in prima persona del pittore di Taverna.
Notevole il suo impegno in campo meridionalista: nel 2011 traspone il bestseller Terroni di Pino Aprile in forma di teatro-canzone, ispirandosi esplicitamente al teatro civile di Giorgio Gaber.
È ideatore ed organizzatore, nel settembre 2015, della prima edizione del Testaccio Comic Off (attualmente Roma Comic Off), festival di teatro comico che coinvolge diversi spazi teatrali e non del rione Testaccio, a Roma.

## Teatro

### Attore
- Lauda Evangelorum, di un autore anonimo in lingua umbra del '300, regia di Virgilio Zernitz
- Leggero leggero, regia di Gigi Proietti
- La partitella, di Giuseppe Manfridi, regia di Ennio Coltorti
- L'opera del mendicante, di John Gay, regia di Gigi Proietti
- A me gli occhi bis, regia di Gigi Proietti
- Prove aperte, regia di Claretta Carotenuto
- Per amore e per diletto, regia di Gigi Proietti
- Varietà, spettacolo de I Picari
- Ragioniè, voi dovete ragionà, regia di Bruno Corbucci
- Oscurità, di Roberto D'Alessandro e M. Pacella
- La bella e la bestia, spettacolo de I Picari
- L'uomo lupo, regia di R. Bernardini
- Il dottor Frankestin, regia di R. Bernardini
- Il ciambellone, di Achille Campanile, regia di Laura De Marchi
- Zozzoni, spettacolo de I Picari
- Tempi duri, spettacolo de I Picari
- La verità, di Ennio De Concini, regia di Augusto Zucchi
- Siamo seri, spettacolo de I Picari
- Shakespeare per attori cani, spettacolo de I Picari, regia di Claudio Insegno
- Pescatori d'anime, di Pietro De Silva, regia di Claudio Insegno
- Il borghese gentiluomo, regia di Fabio Crisafi
- Il colpo della strega, di John Graham, regia di Fabio Crisafi
- L'ultimo tarzan, regia di Sergio Japino
- In culo alla luna, di Massimiliano Bruno, regia di Claudio Insegno
- Processo per l'ombra dell'asino, di Friedrich Dürrenmatt, regia di Claudio Insegno
- La rivoluzione di fra Tommaso Campanella, scritto e diretto da Mario Moretti
- La Bibbia in 90 minuti, uno spettacolo de I Picari
- L'Inferno, di autori vari
- Tutta l'opera lirica in 90 minuti, spettacolo de I Picari
- Vengo anch'io - Tutto il sesso in 90 minuti, spettacolo de I Picari
- Alla ricerca di Proust, scritto e diretto da Rosario Galli
- Babbo natale è uno stronzo, regia di Claudio Insegno
- Uomini sull'orlo di una crisi di nervi, regia di Alessandro Capone
- Uomini sull'orlo di una crisi di nervi 2, regia di Alessandro Capone
- Delitto al cafè chantant, regia di Nicola Pistoia
- Tutta la storia d'Italia in 90 minuti, spettacolo de I Picari
- Tutto in famiglia, Murray Schisgal, regia di Giampiero Bianchi
- Una strega in paradiso, di John Van Druten, regia di Silvio Giordani
- Ercole e le stalle di Augias, di Friedrich Dürrenmatt
- Cinematografo - 80 film in 80 minuti, spettacolo de I Picari, regia di Claudio Insegno
- Bisex in the City, di Roberto D'Alessandro e Francesca Nunzi
- Marie Galante, di Kurt Weill, regia Joseph Rochlitz
- Il Cavalier Calabrese - La vita di Mattia Preti raccontata da lui medesimo, di Roberto D'Alessandro, regia di Marco Maltauro
- È ricca, la sposo, l'ammazzo, di Alessandro Tiberi, regia di Annamaria Papalia
- Omicidio per gelosia di una femmina, di Roberto D'Alessandro e Mimmo D'Angelo
- Le spose di Federico II, di Pippo Franco e Maria Giuseppina Pagnotta, regia di Pippo Franco
- Non sparate sul presepe, scritto e diretto da Massimiliano Pazzaglia
- Come ammazzare la moglie e perché, come ammazzare il marito senza tanti perché, di Antonio Amurri
- Bumbuazi, di Max Tortora e Nicola Pistoia, regia di Renato Giordano
- Casalinghi disperati, di Cinzia Berni e Guido Polito, regia di Renato Giordano
- Mio figlio Manfredi, di Pippo Franco e Maria Giuseppina Pagnotta, regia di Pippo Franco
- E pensare che eravamo comunisti, scritto e diretto da Roberto D'Alessandro
- Tre uomini e un babà, scritto e diretto da Roberto D'Alessandro
- Nerone Superstar, scritto e diretto da Roberto D'Alessandro
- Ridendo ridendo, dal repertorio napoletano del '900
- Terroni, dall'omonimo libro di Pino Aprile
- Un matrimonio all'italiana, scritto e diretto da Roberto D'Alessandro
- Bamboccioni, che noia il posto fisso, scritto e diretto da Roberto D'Alessandro
- Forza venite gente, nel ruolo di Bernardone. Regia di Michele Paulicelli
- Una casa di pazzi, scritto e diretto da Roberto D'Alessandro
- Milano non esiste, dall'omonimo libro di Dante Maffia
- Veleno, io di te faccio a meno, scritto e diretto da Roberto D'Alessandro
- Separati, scritto e diretto da Alessandro Capone
- Call Center 3.0, regia di Roberto D'Alessandro (2019)
- Alla faccia vostra, regia di Patrick Rossi Gastaldi, con Gianfranco Jannuzzo e Debora Caprioglio
- Un borghese piccolo piccolo, regia di Fabrizio Coniglio, con Massimo Dapporto
- Amore mio aiutami, regia Renato Giordano, con Corrado Tedeschi e Debora Caprioglio
- La finta ammalata, regia di Giorgio Caprile, con Franco Oppini e Miriam Mesturino

### Regista
- Varietà, assistente alla regia, regia di Augusto Fornari
- Il campiello, di Carlo Goldoni, assistente alla regia, regia di Augusto Fornari
- Tempi duri, coregista con I Picari
- Zozzoni, assistente alla regia, regia di Augusto Fornari
- Oscurità di Roberto D'Alessandro e M. Pacella
- La Bibbia in 90 minuti, coregista con I Picari
- L'opera del mendicante, di John Gay, Allestimento del 1995
- I tre moschettieri
- Passione e morte di Cristo
- L'inferno, nel mezzo del cammin diverse voci
- Echelmessia, di Ennio De Concini
- Cani e gatti, di Eduardo Scarpetta
- Masaniello, di Manuele Morgese
- L'ultima notte dell'imperatore, di Roberto D'Alessandro
- Darkness Take N°one, di Roberto D'Alessandro ed Enrico Deschner
- Ercole e le stalle di Augias, di Friedrich Dürrenmatt
- Bisex in the City, di Roberto D'Alessandro e Francesca Nunzi
- Omicidio per gelosia di una femmina, di Roberto D'Alessandro e Mimmo D'Angelo
- Come ammazzare la moglie e perché, come ammazzare il marito senza tanti perché, di Antonio Amurri
- Vissi d'arte, vissi per Maria, di Roberto D'Alessandro
- Spogliatoi, di Flavio Mazzini
- E pensare che eravamo comunisti, di Roberto D'Alessandro
- Tre uomini e un babà, di Roberto D'Alessandro
- Nerone Superstar, di Roberto D'Alessandro
- Ridendo ridendo, dal repertorio napoletano del '900
- Terroni, dall'omonimo libro di Pino Aprile. Musiche originali di Eugenio Tassitano. Con i Pandemonium.
- Un matrimonio all'italiana, di Roberto D'Alessandro
- Bamboccioni, che noia il posto fisso, di Roberto D'Alessandro
- Una casa di pazzi. di Roberto D'Alessandro
- Milano non esiste, di Dante Maffia e Roberto D'Alessandro
- Veleno, io di te faccio a meno, di Roberto D'Alessandro
- Come tre sorelle, di D'Alessandro-D'Onofrio
- Call Center 3.0 (2019)
- Callas D'incanto, con Debora Caprioglio
- Siciliano per caso, con Gianfranco Jannuzzi

### Autore
- Varietà
- Questa sera con noi al varietà
- Tempi duri
- Zozzoni
- Shakespeare per attori cani
- L'ultimo Tarzan
- La Bibbia in 90 Minuti
- Oscurità
- Passione e morte di Cristo
- Vissi d'arte, vissi per Maria
- Siciliano per caso?
- Vengo anch'io - Tutto il sesso in 90 minuti
- L'ultima notte dell'imperatore
- Delitto al cafè chantant
- Tutta la storia d'Italia in 90 minuti
- Darkness Take N°one
- Cinematografo - 80 film in 80 minuti
- Bisex in the City
- Il Cavalier Calabrese - La vita di Mattia Preti raccontata da lui medesimo
- Omicidio per gelosia di una femmina
- E pensare che eravamo comunisti
- Tre uomini e un babà
- Nerone superstar
- Un matrimonio all'italiana
- Bamboccioni, che noia il posto fisso
- Una casa di pazzi
- Veleno, io di te faccio a meno
- Come tre sorelle
- Call Center 3.0, regia di Roberto D'Alessandro (2019)
- Siciliano per caso

## Filmografia

### Cinema
- Un uomo perbene, regia di Maurizio Zaccaro (1999)
- Heaven, regia di Tom Tykwer (2002)
- Germanikus, regia di Hanns Christian Müller (2004)
- 2061 - Un anno eccezionale, regia di Carlo Vanzina (2007)
- Natale col boss, regia di Volfango De Biasi (2015)
- La casa di famiglia, regia di Augusto Fornari (2017)
- Uno di famiglia, regia Alessio Maria Federici (2018)
- Il giorno più bello del mondo, regia Alessandro Siani (2019)
- Cetto c'è, senzadubbiamente, regia di Giulio Manfredonia (2019)
- Separati – Break Up, regia di Alessandro Capone (2021)

### Cortometraggi
- Skin, regia di Daniele Esposito (2015)
- Giorni di precaria follia, regia di Daniele Esposito (2016)
- Pappo e Bucco, regia di Antonio Losito (2020)

### Televisione
- Tutti gli uomini sono uguali, regia di Alessandro Capone – miniserie TV (1998)
- Don Matteo, regia di Andrea Barzini – serie TV, episodio 2x09 (2001)
- Cuore, regia di Maurizio Zaccaro – miniserie TV (2001)
- Non lasciamoci più, regia di Vittorio Sindoni – serie TV (2001)
- Un posto al sole – soap opera
- Regina dei fiori, regia di Vittorio Sindoni – miniserie TV (2005)
- Distretto di polizia, regia di Alessandro Capone – serie TV
- Butta la luna, regia di Vittorio Sindoni – serie TV
- I delitti del cuoco, regia di Alessandro Capone – serie TV (2010)
- Baciati dall'amore, regia Claudio Norza – serie TV (2011)
- Don Matteo 8, regia di Salvatore Basile – serie TV, episodi 8x22 (2011)
- Il giudice meschino, regia di Carlo Carlei – miniserie TV (2014)
- Lea, regia di Marco Tullio Giordana – film TV (2015)
- Rocco Schiavone, regia di Michele Soavi – serie TV, episodio 1x04 e 1x05 (2016)